# Estrateg autocràtor
En l'antiga Grècia i l'Imperi Romà d'Orient, un estrateg autocràtor (στρατηγός αὐτοκράτωρ, strategós autocràtor) era un general al qual s'havia concedit autoritat independent, és a dir, un comandant suprem. El terme, que és documentat per primera vegada a finals del segle v aC, combina els conceptes d'estrateg i autocràtor. En l'Atenes clàssica, els estrategs autocràtors eren generals que tenien la potestat de prendre certes decisions militars i diplomàtiques sense consultar l'assemblea atenenca. Aquesta autoritat es concedia als generals que havien d'actuar lluny d'Atenes, per exemple, durant l'expedició siciliana. Tanmateix, els estrategs autocràtors havien de retre comptes a l'assemblea en tornar a la ciutat.
Felip II de Macedònia i el seu fill, Alexandre el Gran, foren estrategs autocràtors de la Lliga de Corint. Entre els estratègs autocràtors de l'època romana d'Orient destaquen Jordi Maniaces i, segons Anna Comnena en l'Alexíada, Manuel Eròtic Comnè.